# Phi Andromedae
Désignations
Phi Andromedae (φ  Andromedae, φ And) est une étoile binaire de la constellation d'Andromède, localisée non loin de la limite avec Cassiopée. Le système brille d'une magnitude apparente combinée de 4,25 et il est donc visible à l’œil nu comme une étoile bleutée. D'après les mesures de parallaxe faites durant la mission du satellite Hipparcos, le système est distant d'environ ∼ 720 a.l. (∼ 221 pc) de la Terre.

## Nom
Avec χ And, l'étoile forme l'astérisme chinois de 軍南門 (Keun Nan Mun, mandarin jūnnánmén), « la Porte du Sud du Camp »,.

## Composantes
L'étoile primaire, φ Andromedae A, de magnitude apparente 4,46, est une étoile Be de type spectral B7 Ve, indiquant qu'il s'agit d'une étoile bleu-blanc de la séquence principale qui montre des raies d'émission de l'hydrogène marquées dans son spectre. Ces raies d'émission proviennent d'un disque de matière constitué de gaz chauds qui orbite autour de l'étoile. L'étoile tourne sur elle-même avec une vitesse de rotation projetée de 75 km/s. Son pôle est incliné d'environ 20° relativement à la ligne de visée de la Terre.
Son compagnon, la composante secondaire φ Andromedae B, qui brille d'une magnitude apparente de 6,06, est une étoile bleu-blanc de la séquence principale de type spectral B9 V. En moyenne, les étoiles sont séparées par 0,6 seconde d'arc et leur période orbitale est d'environ 554 ans. À partir de leurs éléments orbitaux, on peut en déduire que la masse totale du système est de 6,5 ± 2,8 M☉.
Le système est âgé d'environ 63 millions d'années seulement. Il est 882 fois plus lumineux que le Soleil et sa température de surface apparente est de 13 490 K.